# Bursjön (Nordmalings socken, Ångermanland)
Bursjön är en sjö i Nordmalings kommun i Ångermanland och ingår i Öreälvens huvudavrinningsområde. Sjön har en area på 0,116 kvadratkilometer och ligger 107 meter över havet.

## Delavrinningsområde
Bursjön ingår i det delavrinningsområde (707658-168687) som SMHI kallar för Inloppet i Gvorrsjön. Medelhöjden är 109 meter över havet och ytan är 20,65 kvadratkilometer. Det finns inga avrinningsområden uppströms utan avrinningsområdet är högsta punkten. Gvorrsjöbäcken som avvattnar avrinningsområdet har biflödesordning 2, vilket innebär att vattnet flödar genom totalt 2 vattendrag innan det når havet efter 30 kilometer. Avrinningsområdet består mestadels av skog (84 procent). Avrinningsområdet har 0,34 kvadratkilometer vattenytor vilket ger det en sjöprocent på 1,7 procent.